# Лондонська бібліотека
Лондонська бібліотека — найбільша у світі платна бібліотека, що видає книги за абонементом, одна з головних літературних установ Великої Британії.
Засновано 1841 року з ініціативи Томаса Карлайла, незадоволеного політикою Британської бібліотеки. Від 1845 року розташована в Лондонському районі Сент-Джеймс у окрузі Вестмінстер. Підписатися на абонемент може будь-хто, заплативши за нього. Станом на березень 2012 року бібліотека мала 7155 абонентів.
Т. С. Еліот, який тривалий час обіймав посаду президента бібліотеки, сказав 1952 року, що які б соціальні зміни не відбулися в суспільстві, зникнення Лондонської бібліотеки було б катастрофою для людства.

## Зібрання

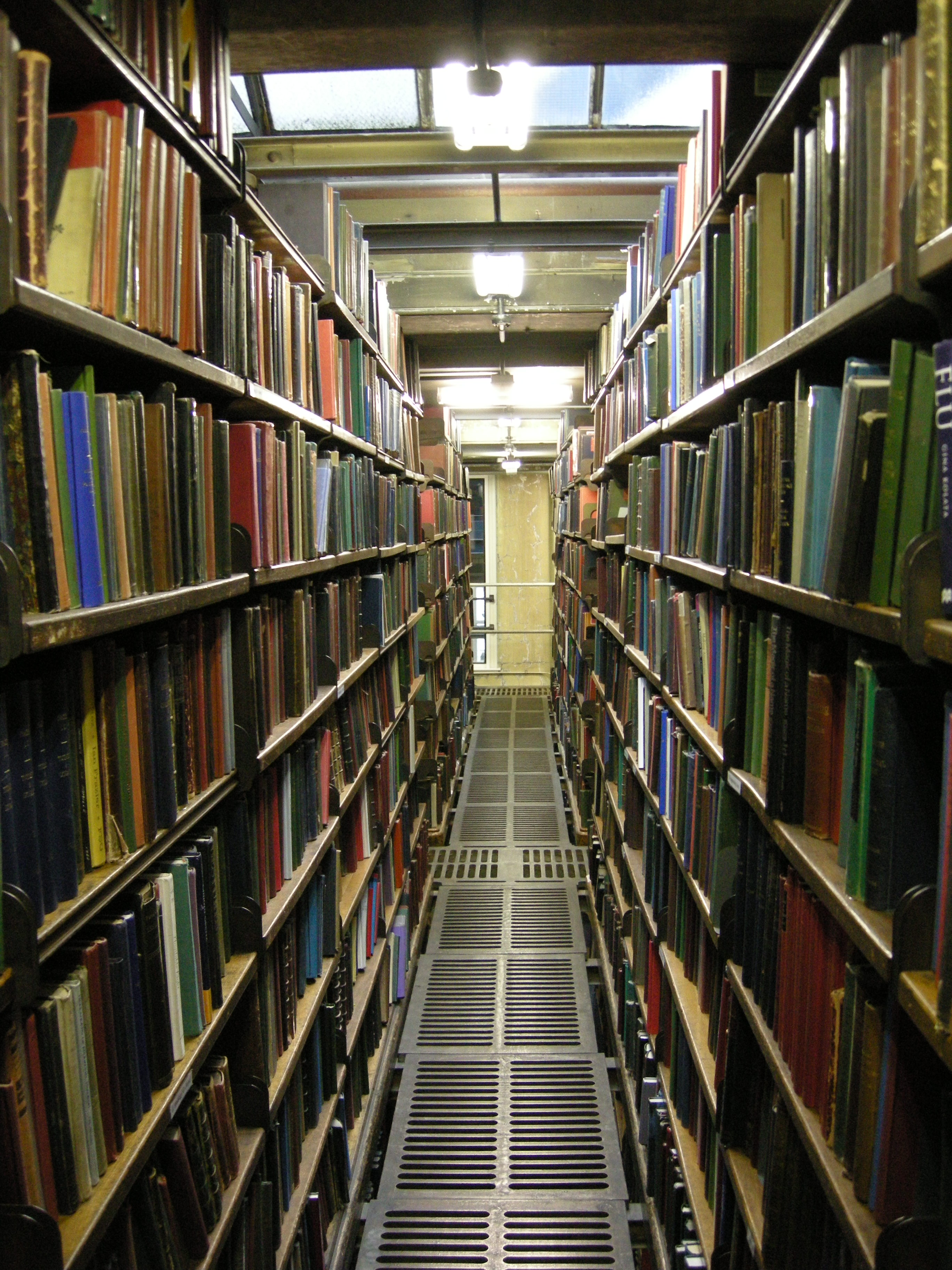
Книжкові полиці в бібліотеці

У колекції бібліотеки представлено літературу, починаючи від XVI століття, переважає художня література, література про мистецтво та ремесла, архітектуру, історію, філософію, релігію, біографії, а також карти та література про подорожі. Гірше представлено літературу на теми суспільних наук. Точні та природничі науки, технологія, медицина і право не належать до компетенції бібліотеки, хоч і представлені, особливо література з історії цих галузей. Колекція включає також періодичні видання з широкого кола питань.
1944 року внаслідок бомбардувань бібліотека втратила близько 16 000 томів, а 1970 року продала наявну в ній незначну кількість інкунабул. Решта, крім деяких дублікатів, збереглися від її заснування. Бібліотека не вилучає стару чи несучасну літературу, усе, що вона будь-коли мала — зберігається. Бібліотека має понад мільйон одиниць зберігання. Наприклад, 2011 року придбано 8123 книжок та періодичних видань. 97 % колекції доступні для видачі додому. Це найбільша бібліотека із видачею книг у Європі.
Бібліотека також передплачує багато електронних журналів та інших баз даних. Всі придбання бібліотеки після 1950 доступні для пошуку в онлайн каталозі, решта поступово оцифровується.
95 % колекції розміщується на відкритих полицях, решта 5 % — рідкісні книги, що містяться в безпечному сховищі.

## Будівлі бібліотеки
Від дня заснування 1841 року бібліотека чотири роки перебувала на вулиці Пел-Мел, 49. 1845 року вона переїхала на вулицю Сент-Джеймс, 14, і перебуває там донині. Приміщення, однак, зазнали багатьох змін та розширень, разом із зростанням колекції.
У лютому 1944 року в бібліотеку потрапила бомба і 16 000 томів було знищено, зокрема, значну частину біографічної колекції. Попри те, що бібліотека відкрилася вже в липні, відновлювальні роботи тривали до початку 1950-х років.

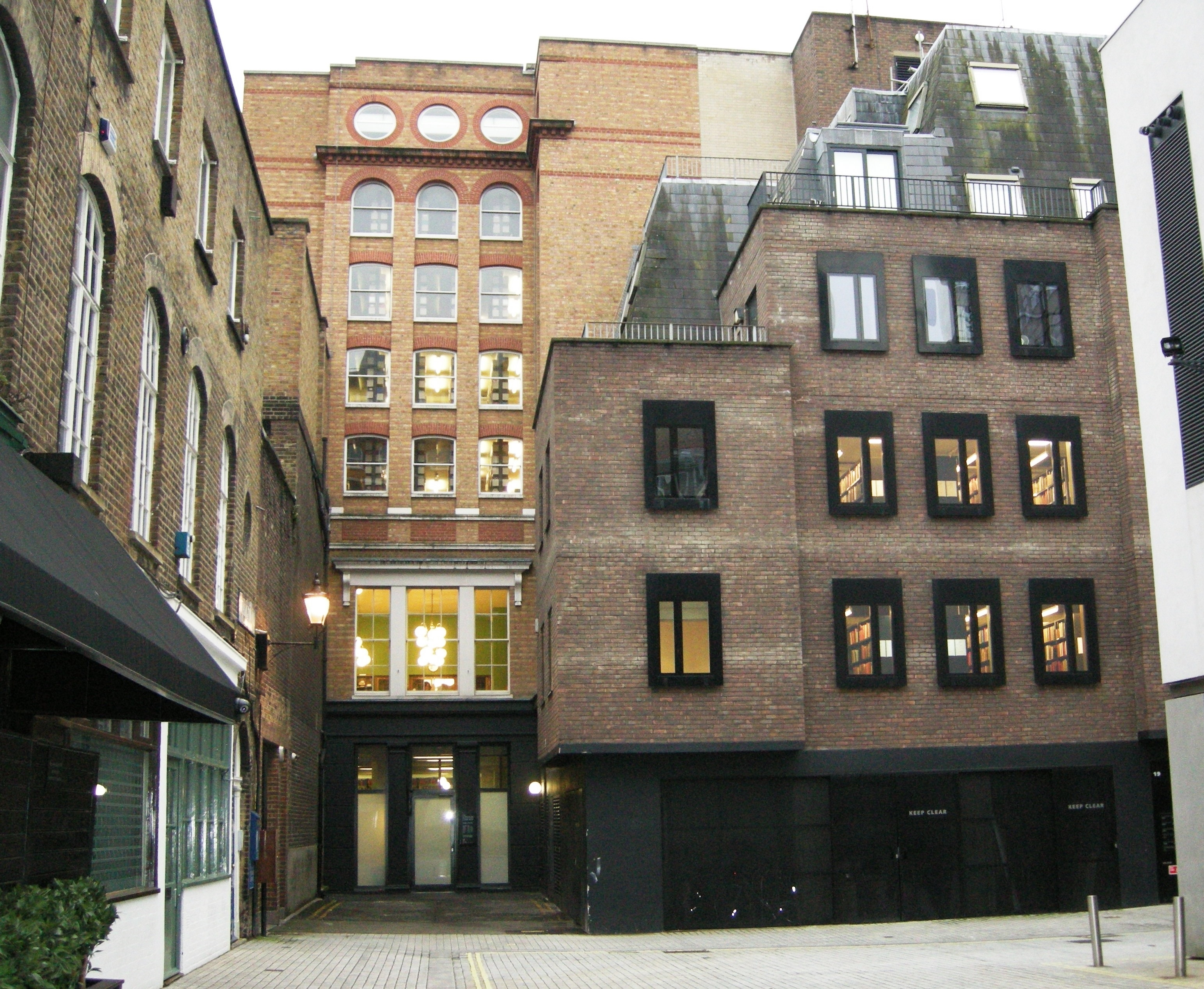
Краєвид з вікна. Цегляний будинок у центрі — будинок Еліота

Бібліотека постійно відчувала нестачу площі, і 2004 року придбано додаткову чотириповерхову будівлю, завдяки чому площа бібліотеки зросла на 30 %. 2008 року її перейменували на будинок Еліота. Переїзд у новий будинок дозволив провести істотну реставрацію та перебудову.

## Абонемент
1903 року підписка на абонемент коштувала £3. За часів Першої світової війни плата залишилася незмінною плюс вступний внесок £1. У 1930-х роках вартість абонемента піднялася до £4 зі вступним внеском £3, який залишався незмінним до 1950-х. На листопад 1981 року передплата коштувала вже £60. У зв'язку з придбанням бібліотекою будинку Еліота вартість підписки в січні 2008 року значно зросла, від £210 до £375 (з наявністю пільг і без вступного внеску).
Станом на січень 2013 року плата для індивідуального читача становить £460. Пільговий абонемент для молоді, а також для подружжя (чоловіка, дружини) чи партнера основного читача коштує £230. Крім того, існує довічний абонемент, вартість якого залежить від віку, а також абонементи для установ і організацій.

## Покровителі
Незабаром після заснування бібліотеки її покровителем погодився стати принц Альберт. Пізніше покровителями були також Едуард VII, Георг V, Георг VI, Єлизавета та Єлизавета II.